# Čechtín
Čechtín (en allemand : Tschetin) est une commune du district de Třebíč, dans la région de Vysočina, en Tchéquie. Sa population s'élevait à 315 habitants en 2020.

## Géographie
Čechtín se trouve à 10 km au nord-nord-ouest de Třebíč, à 21 km au sud-est de Jihlava, à 59 km à l'ouest-nord-ouest de Brno et à 133 km au sud-est de Prague.
La commune est limitée par Svatoslav au nord, par Benetice à l'est, par Horní Vilémovice au sud-est, par Červená Lhota au sud et au sud-ouest, et par Kouty à l'ouest.

## Histoire
La première mention écrite de la localité date de 1406.

## Transports
Par la route, Čechtín se trouve à 11 km de Třebíč, à 28 km de Jihlava, à 77 km de Brno et à 153 km de Prague.